# Masato Yamasaki
Masato Yamasaki (japanisch 山崎 理人 Yamasaki Masato; * 7. April 1980 in der Präfektur Fukuoka) ist ein ehemaliger japanischer Fußballspieler.

## Karriere
Yamasaki erlernte das Fußballspielen in der Schulmannschaft der Higashi Fukuoka High School. Seinen ersten Vertrag unterschrieb er 1999 bei den Kyoto Purple Sanga. Der Verein spielte in der höchsten Liga des Landes, der J1 League. 2001 wechselte er zum Zweitligisten Mito HollyHock. Für den Verein absolvierte er 88 Ligaspiele. Danach spielte er bei den New Wave Kitakyushu. Ende 2006 beendete er seine Karriere als Fußballspieler.